# Polyhalite
La polyhalite est un corps minéral, un sulfate hydraté naturel de potassium, de calcium et de magnésium, de formule brute K2MgCa2(SO4)4•2H2O. Les cristaux tabulaires de maille triclinique, incolores à blancs ou gris, sont rarement observables, car le minéral apparaît le plus souvent en formation litée, massive, lamellaire ou fibreuse. Il forme ainsi une roche très souvent colorée en rouge par des traces d'hématite, ni tendre car sa dureté Mohs correspond à 3,5, ni légère avec une densité approchant 2,8.
La formule peut s'écrire de façon développée en K2SO4•MgSO4•2 CaSO4•2H2O : elle dévoile un assemblage intime de plusieurs sels de sulfates doublement hydratés, respectivement sulfate de potassium et sulfate de magnésium vis-à-vis de deux sulfates de calcium. D'où le nom de polyhalite.

## Caractéristiques
L'eau dissout facilement les sels de potassium et de magnésium, et laisse une structure minérale résiduelle correspondant à du gypse. Lorsqu'on chauffe ce précipité jusqu'à sec, le résidu est de l'anhydrite.
Il faut protéger les échantillons de polyhalite, hygroscopique, soluble et facilement décomposable avec l'eau, de l'humidité de l'air environnant. Elle n'est véritablement stable que sur une courte plage de température ambiante entre 0 °C et 25 °C, ainsi qu'à plus hautes températures qu'entre 255  et   343 °C.

## Formation et gisement
Il s'agit essentiellement d'un minéral de formation secondaire, qui se forme dans des milieux chauds de roches évaporites marines lités, riches en sulfates. L'anion sulfate et le cation magnésium sont apportés par la kiesérite et l'epsomite, le cation potassium par la sylvite ou carnallite ou des sels de potassium remis en circulation, le cation calcium par des sulfates de calcium fortement hydratés. Les couches de gypse et surtout d'anhydrite, pénétrées et imprégnées des solutions salines riches en K et Mg, se transforment progressivement en roche polyhalite.
La polyhalite peut être aussi formée par précipitation primaire : elle est aussi un des derniers minéraux à précipiter dans les saumures riches en cations potassium, calcium et magnésium, et en ions sulfate et alcalins sur une gamme de température de 0 à 80 °C.
Elle est très souvent associée à la glaubérite Na2Ca(SO4)2, mais aussi avec la halite et la thénardite, le gypse et l'anhydrite dans les dépôts évaporites lités. Minéral rare, la syngénite K2Ca(SO4)2·H2O peut être insérée dans la roche polyhalite.
Il existe des gisements sans doute connus depuis la haute Antiquité, par exemple Varangéville en Lorraine, près de Bad Ischl dans le Salzkammergut et à Hallstatt en Autriche.
Le gisement de Stassfurt, exploité au XIXe siècle, possède un étage de polyhalite situé entre les couches de l'anhydrite et celles de la kieserite, étage important qui était estimé globalement à 7 % en volume de l'ensemble des dépôts salins. Les mines de sel de Saratov représenteraient un gisement salin à environ 85 % de polyhalite.
Aux États-Unis, il existe les dépôts de polyhalite de Carlsbad au Nouveau-Mexique ou ceux des confins du bassin permien entre le Texas et le Nouveau-Mexique.

### Associations minérales
Minéraux associés (évaporites) : gypse, halite, anhydrite, sylvine, autres sels de potassium et de magnésium, glaubérite, thénardite

### Quelques gisements remarquables
- Allemagne

Gisements salins d'Allemagne du Nord
Gisement saxon de Stassfurt
- Angleterre : Le projet Woodsmith, lancé en 2016, a pour but d'exploiter un gisement situé à 1500 mètres de profondeur[5]

- Autriche

Mines de Bad-Ischl, Sazkammergut, druses de cristaux
Hallstadt
- France

Mine de sel de Varangéville, Saulnois lorrain
- États-Unis

Bassin Permien, Texas
Carlsbad, Nouveau-Mexique
- Mexique
- Russie

Saratov

## Description minéralogique
La polyhalite a été décrite dans la littérature minéralogique par l'excellent chimiste allemand Friedrich Stromeyer en 1818 à partir d'échantillons de la montagne saline du Salzberg en Autriche. Le nom grec scientifique signifie qu'elle contient plusieurs sels, de poly ou polus , plusieurs et hals, halos, sel. Le suffixe -ite indique le minéral.

## Usage
La roche broyée est utilisée comme engrais potassique et calco-magnésien, quand elle ne contient que des quantités infimes de halite (sel gemme). Il semble que cet engrais-amendement, source de K, Mg, Ca et S, au goût amer, soit connu depuis l'Antiquité.
En association avec des sources d'azote et de phosphore assimilables, il constitue un engrais complet.